# جنگل حاره‌ای موسمی

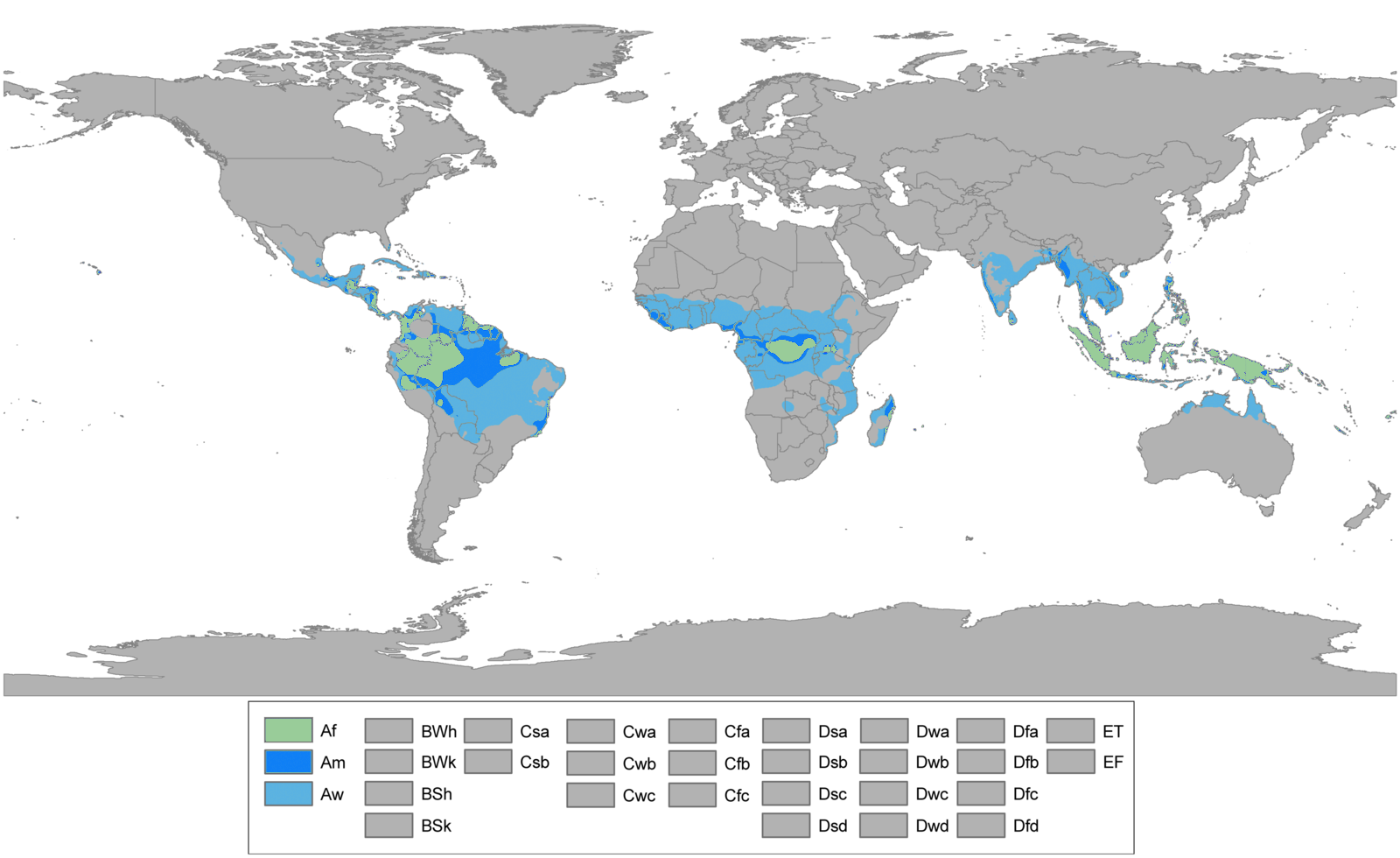
ریزانواع آب‌وهوای موسمی گرمسیری: (توجه: اف به رنگ سبز روشن جنگل بارانی گرمسیری است)

جنگل‌های حاره‌ای موسمی، که همچنین به عنوان جنگل‌های موسمی خزان‌دار، نیمه‌همیشه‌سبز، حاره‌ای مخلوط یا موسمی شناخته می‌شوند، معمولاً شامل طیف گسترده‌ای از گونه‌های درختی هستند: تنها برخی از آنها بخشی یا همه برگ‌های خود را در طول فصل خشک می‌ریزند. این جنگل حاره‌ای تحت سیستم والتر به عنوان (i) آب‌وهوای حاره‌ای با بارندگی کلی بالا (معمولاً بین ۱۰۰۰–۲۵۰۰) محدوده میلی‌متر؛ ۳۹–۹۸ اینچ) طبقه‌بندی می‌شود و (۲) دارای یک فصل مرطوب بسیار متمایز با (یک زمستان اغلب خنک‌تر) فصل خشک است. این جنگل‌ها محدوده‌ای از زیستگاه‌ها را نشان می‌دهند که تحت تأثیر آب‌وهوای موسمی (Am) یا ساوانای مرطوب گرمسیری (Aw) قرار دارند (مانند طبقه‌بندی آب و هوای کوپن). جنگل‌های خشک‌تر در منطقه آب‌وهوایی Aw معمولاً برگ‌ریز هستند و در زیست‌بوم جنگل‌های خشک استوایی قرار می‌گیرند: با مناطق انتقالی بیشتر (بوم‌مرزها) از جنگل‌های ساوانا و سپس علفزارهای گرمسیری و نیمه‌گرمسیری، ساواناها و بوته‌زارها.
تفاوت‌های شدید بین فصل‌های مرطوب و خشک در جنگل‌های فصلی استوایی بسیار مشهود است. تصویر سمت چپ پارک ملی بهوال در مرکز بنگلادش در فصل خشک را نشان می‌دهد، در حالی که تصویر سمت راست همان منطقه را در فصل باران‌های موسمی نشان می‌دهد.

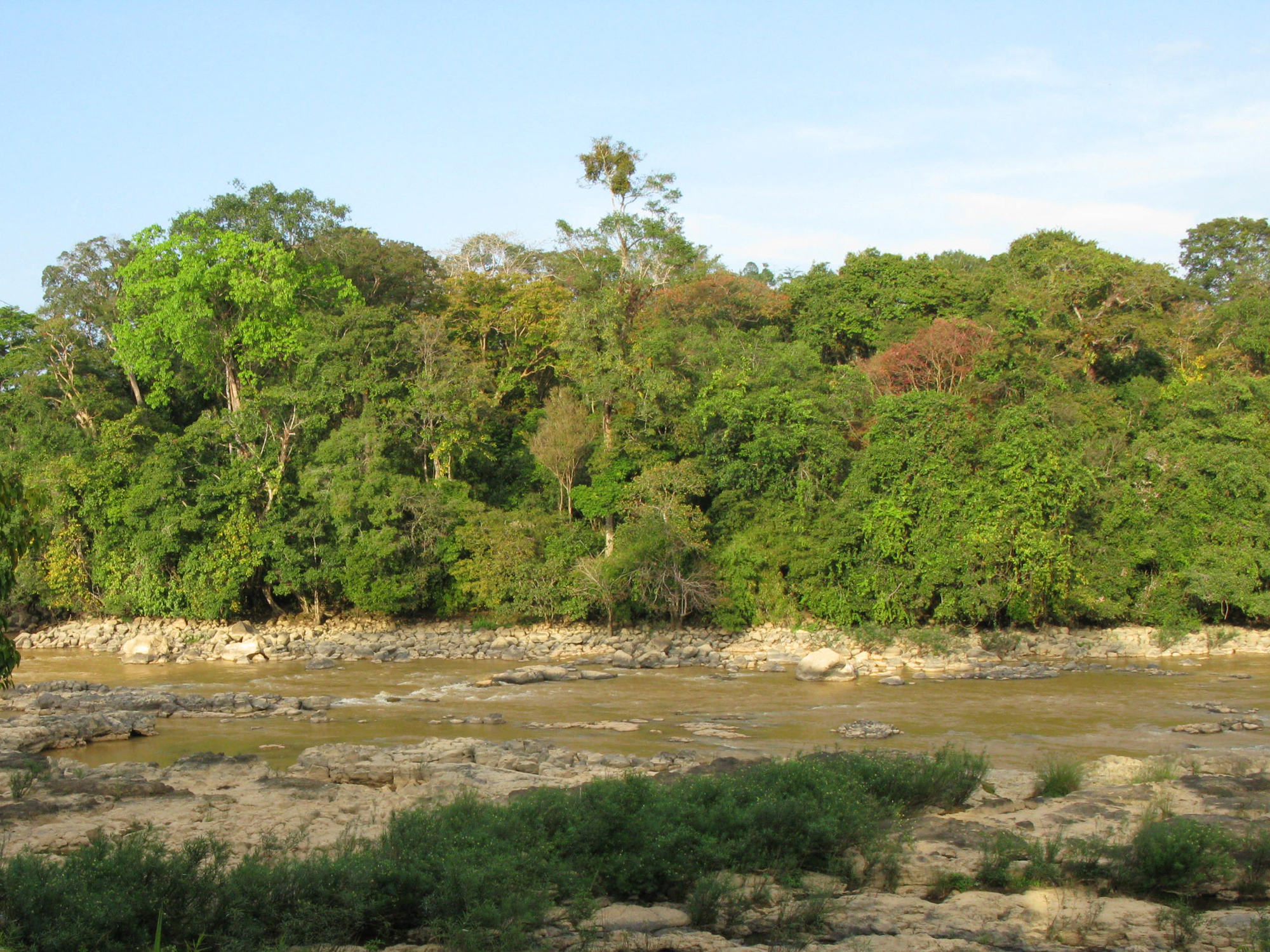
درختان پارک ملی کات تین: ساختار جنگلی موسمی را در اوایل فصل خشک (دسامبر) نشان می‌دهد.

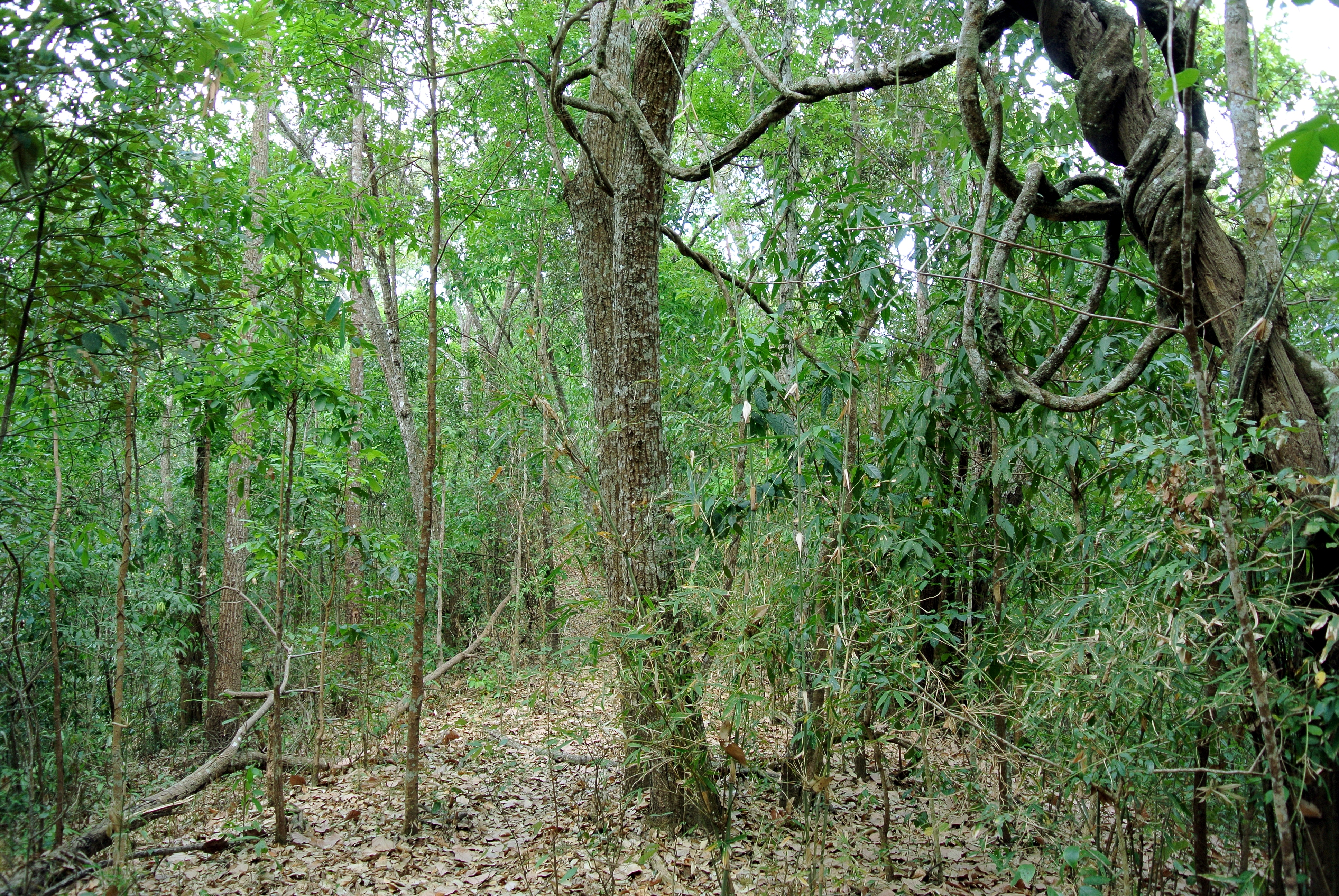
جنگل موسمی در شمال تایلند